# Езеро (Вукосавле)
Езеро (серб. Језеро / Jezero) — село в общине Вукосавле Республики Сербской Боснии и Герцеговины. Население составляет 372 человека по переписи 2013 года.